# HSM - La Selección (Argentina)
Disney: High School Musical La Selección (Argentina) foi um programa de televisão emitido durante 2007. Sua finalidade era escolher um casal para protagonizar a versão nacional do filme. Os candidatos deveriam ser aptos em canto, dança e atuação. Augustina Vera e Fernando Dente foram os dois participantes escolhidos para serem os protagonistas da primeira adaptação do filme Disney Channel: High School Musical El Desafio que foi filmado no verão de 2008, com a direção de Jorge Nisco, o filme estreou em todos os cinemas argentinos em 17 de julho de 2008 com uma boa resposta do público. Antes de estrear, já contava com sua própria trilha sonora, lançada em 17 de junho de 2008. O filme foi lançado em DVD no dia 29 de outubro do mesmo ano da sua estreia.

## As audições
As inscrições para participar do programa iniciaram em 19 de abril de 2007, sendo realizada unicamente através da Internet e só para jovens argentinos entre 16 à 24 anos de idade. O total de inscritos logo superou a marca 26.000, que se converteu em um recode histórico de convocação televisivo.
As audições iniciaram no dia 7 de maio de 2007 e foram feitas em várias etapas durante cinco semanas no Microestadio de Argentinos Juniors e no Microcine da Disney, em Buenos Aires.  Os candidatos foram avaliados pelo produtor musical Afo Verde, pelo compositor Fernando López Rossi e pelo coreógrafo Ricky Pashkus, mais um grupo decolaboradores, todos profissionais do meio artístico.

## Os selecionados
Finalmente, o nome dos selecionados foi liberado no dia 8 de julho, durante uma transmissão especial conduzida por Adrián Suar (gerente de programação do Canal 13) e por Marcelo Tinelli.
Foram convocados 20 selecionados, mas sem que eles saibam, já que os produtores disseram que seriam escolhidos apenas 10 participantes, e que no dia seguinte iriam encontrar-se com o resto dos selecionados até o momento.